# Dagoberto de Pisa
Dagoberto (em francês: Daimbert; Pisa, c. 1050 – Messina, 15 de junho de 1107) foi arcebispo de Pisa e posteriormente patriarca do Reino Latino de Jerusalém, sucedendo a Arnúlfo de Rohes. Contendas e rivalidades com o rei Balduíno I de Jerusalém resultaram na sua expulsão em 1101. Em 1102 foi reincorporado graças a Tancredo da Galileia, mas novamente demitido. Partiu para Antioquia, onde lhe foi dada a custódia igreja de S. Jorge. Em 1105 conseguiu convencer o Papa Pascoal II a apoiá-lo, mas após grave doença, acabou falecendo em 1107.

## Legado do Papa
Enquanto bispo de Pisa, Dagoberto revelou energia e interesse pela guerra contra os árabes  Em 1098, foi nomeado pelo Papa Urbano II seu representante na corte de Afonso VI de Leão e Castela, demonstrando novamente competência, mas também actos de corrupção no seu papel de organizar a igreja no território tomado aos mouros. Teria retirado para si próprio, segundo os boatos, parte do dinheiro enviado ao papa pelo monarca de Leão. O seu vigor, porém, levou Urbano a, aquando da morte de Ademar de Monteil, escolher Dagoberto para o cargo de legado papal na Primeira Cruzada. Durante a sua viagem para o Oriente, pilhou as várias ilhas no Egeu, pertencentes ao Império Bizantino. O imperador enviou uma frota que, contudo, não conseguiu capturar os pisanos.

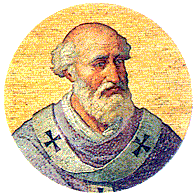
Papa Urbano II

## Patriarca de Jerusalém
Após ter acostado em Lataquia, onde foi bem recebido pelas tropas sitiantes de Boemundo I de Antioquia, Dagoberto iniciou a sua peregrinação a Jerusalém, acompanhado do mesmo e do conde de Edessa. Quando, a 21 de Dezembro de 1099, chegou à cidade Santa, conseguiu a deposição do actual patriarca, Arnúlfo de Rohes, baseando-se em que a sua eleição não fora canónica. Com o apoio de Boemundo, conseguiu ser eleito para o cargo.
Descontente, todavia, com a sua posição, acabou por conseguir de Godofredo de Bulhão, defensor do sancto sepulcro, a entrega de Jafa e Jerusalém, com a condição de que Godofredo as pudesse guardar até à sua morte ou à conquista de duas grandes cidades árabes. Aquando da morte de Godofredo, a 18 de Julho de 1100, Dagoberto tentou contactar Boemundo, para lhe pedir que impedisse Balduíno I de Edessa de vir suceder a seu irmão, pois os partidários do mesmo já se haviam apoderado da Torre de David, cidadela de Jerusalém. Segundo a lei, o controlo da  cidade santa devia ter passado para Dagoberto. Todavia, o mensageiro encarregue de levar a mensagem a Boemundo parou em Lataquia, e foi capturado pelos soldados de Raimundo IV de Toulouse. Contra-vontade, Dagoberto teve de coroar Balduíno no dia de Natal.
Devido às constantes queixas sobre Dagoberto, feitas ao papa, este, para resolver a questão, enviou como núncio Maurício, bispo-cardeal do Porto. Maurício chegou à Palestina um pouco antes do festejo da Páscoa. Balduíno apressou-se a, mostrando a carta enviada a Boemundo, denunciar o patriarca, afirmando, falsamente, de que este o tentara assassinar durante a sua peregrinação. Preocupado, Dagoberto implorou perdão a Balduíno, oferecendo trezentos besantes. O rei precisava de dinheiro, pelo que aceitou, dizendo ao núncio que perdoara o patriarca.
Quando, meses mais tarde, Balduíno teve novas necessidades financeiras, pediu dinheiro a Dagoberto, que lhe deu duzentos marcos, dizendo que era tudo quanto tinha. Partidários de Arnúlfo, porém, desmentiram-no. Balduíno ficou enfurecido já que, para mais, no Outono, o príncipe de Apúlia, Rogério, fizera uma oferta de mil besantes: um terço para o patriarcado, um terço para a ordem dos Hospitalários e o restante para o rei. Dagoberto ficou com tudo, e Maurício não teve hipótese a não ser expulsá-lo. O ex-patriarca foi para Antioquia, onde Tancredo lhe deu a custódia da igreja de S. Jorge. O núncio assumiu a função de substituto, vindo, todavia, a morrer em 1102.
Durante o Outono, o rei apelou a Tancredo, que negociou exigindo a reincorporação de Dagoberto no Patriarcado. Balduíno, que precisava de auxílio militar, aceitou. Nessa altura, contudo, chegou um novo enviado do papa, Roberto, cardeal de Paris. A questão foi resolvida em julgamento, e Dagoberto foi novamente expulso, regressando à igreja de S. Jorge.
Anos mais tarde, em 1105, Dagoberto foi a Roma e acabou por persuadir o Papa Pascoal II para a sua causa. Porém, quando, triunfante, voltava para a Palestina para que lhe fosse restituído o cargo de patriarca, ficou gravemente doente e acabou por falecer em Messina a 15 de Junho de 1107.